# Rui Machado
Rui Machado (ur. 10 kwietnia 1984 w Faro) – portugalski tenisista, reprezentant w Pucharze Davisa.

## Kariera tenisowa
Jako zawodowy tenisista występował w latach 2002–2016.
W grze pojedynczej, oprócz zwycięstw w zawodach rangi ITF Futures, ma w swoim dorobku 8 wygranych turniejów kategorii ATP Challenger Tour. W turniejach rangi ATP World Tour najlepszym wynikiem Portugalczyka jest ćwierćfinał zawodów w Estoril z maja 2010 roku, gdzie grał dzięki otrzymaniu od organizatorów tzw. dzikiej karty.
Machado w reprezentacji Portugalii w Pucharze Davisa zadebiutował w lipcu 2003 roku. Po raz ostatni wystąpił we wrześniu 2015, rozgrywając łącznie 34 spotkania, z których w 17 zwyciężył.
Najwyżej sklasyfikowany w rankingu singlistów był na 59. miejscu na początku października 2011 roku.

### Zwycięstwa w turniejach ATP Challenger Tour w grze pojedynczej
| Nr | Rok  | Turniej   | Nawierzchnia | Przeciwnik w finale     | Wynik finału     |
| 1. | 2009 | Meknes    | Ceglana      | David Marrero           | 6:2, 6:7(6), 6:3 |
| 2. | 2009 | Ateny     | Twarda       | Daniel Muñoz de la Nava | 6:3, 7:6(4)      |
| 3. | 2010 | Neapol    | Ceglana      | Federico Delbonis       | 6:4, 6:4         |
| 4. | 2010 | Asunción  | Ceglana      | Ramón Delgado           | 6:2, 3:6, 7:5    |
| 5. | 2011 | Marrakesz | Ceglana      | Maxime Teixeira         | 6:3, 6:7(7), 6:4 |
| 6. | 2011 | Rijeka    | Ceglana      | Grega Žemlja            | 6:3, 6:0         |
| 7. | 2011 | Poznań    | Ceglana      | Jerzy Janowicz          | 6:3, 6:3         |
| 8. | 2011 | Szczecin  | Ceglana      | Éric Prodon             | 2:6, 7:5, 6:2    |